# Rivula innotabilis
Rivula innotabilis là một loài bướm đêm trong họ Erebidae.